# Francisco Aniceto Lugo
Francisco Aniceto Lugo est l'une des six paroisses civiles de la municipalité d'Antonio Díaz dans l'État de Delta Amacuro au Venezuela. Sa capitale est Boca de Cuyubini.

## Géographie

### Hydrographie
La paroisse civile est au sud du fleuve Orénoque et est traversée par l'un de ses affluents, le río Arature. L'autre cours d'eau de la région est le río Amakura, de même orientation sud-ouest/nord-ouest que le précédent, qui se jette dans l'océan Atlantique. À l'extrémité orientale du territoire se trouve l'île de Corocoro dans le delta du río Barima.

### Démographie
Hormis sa capitale Boca de Cuyubini, la paroisse civile possède plusieurs localités :
- Boca de Cuyubini
- San José de Amacuro